# 沖浦和光
沖浦 和光（おきうら かずてる、1927年1月1日 - 2015年7月8日）は、日本の社会学者、民俗学者。桃山学院大学名誉教授、同大学長。専攻は芸術論、社会思想史、比較文化論。もっぱら被差別民、被差別部落、マルクス主義的民族論などの研究を行う。

## 来歴
大阪府豊能郡箕面村半丁（現・箕面市）の生まれ。小学校2年生のころに大阪市内の紀州街道沿いにある下町の長屋に引っ越す。
箕面村牧落小学校、大阪市阿倍野区晴明丘小学校、住吉区田辺小学校と転校を繰り返したのち、私立桃山中学校、旧制浪速高等学校文科甲類を経て、1953年東京大学英文科でアメリカ文学を研究。東大卒業後、大学院に進学するかたわら、大田区立大森第八中学校で英語を教える。
東大時代は日本共産党員の極左であり、安東仁兵衛とともに学生運動の指導者として活躍する。渡邊恒雄によると、東大の共産党員時代、極左派の沖浦が宮本顕治の指令で渡邊を攻撃していた（『渡邊恒雄回顧録』）。
1961年桃山学院大学専任講師となり、のち助教授、1969年教授。1973年イギリス留学後、インドに立ち寄り、以降アフリカ、東南アジアを頻繁に視察研究する。当初は脱亜入欧思想に傾倒し、40代までに書いた論文の3分の2は西洋の歴史と文化であったが、イギリス留学後の非西洋諸国訪問と、高橋貞樹の著書『特殊部落一千年史』(1924)との出合いが思想的転機となり、それまでの西洋中心の一元的な歴史進歩史観を改めるに至った。1982年、1986年桃山学院大学学長。1997年退任。
英文学の論文をいくつか書いていたが、再度マルクス的民衆論に立ち返り、被差別民と被差別部落の研究に移行する。野間宏といくつかの共著を刊行。著作『竹の民俗誌』（1991年）以降、古代以来の漂泊の民とされてきたサンカが、徳川時代後期の飢饉の時に生まれたものだとする説を提示した（近世末発生論）。
被差別民・漂泊民を研究対象としてその歴史を記述し、結果としてアナール学派の方法論と類似するものとなっている。2012年、人権活動への取り組みにより松本治一郎賞受賞。
2015年7月8日に腎不全のため死去。88歳没。
天皇朝鮮起源説の急先鋒であり、「天皇家のルーツは朝鮮だ。天皇家つまりヤマト王権は日本の原住民を虐殺した侵略者、インベーダーだ」と断言した。左派セクト、極左出身の闘士として政権への迎合忖度は一切無かった。

## 人物
- 大田区立大森第八中学校の教え子になべおさみがいた。沖浦本人には野球経験が皆無だったが、野球部顧問に就任し、野球部員のなべと練習に励んだ。なお、当時の事をなべ自ら沖浦の追悼式で説明した[6]
- アニメーターの沖浦啓之は甥。

## 著作

### 著書
- 『近代の崩壊と人類史の未来』日本評論社, 1980
- 『日本民衆文化の原郷 被差別部落の民俗と芸能』解放出版社, 1984（のち文春文庫）
- 『天皇の国・賤民の国 両極のタブー』弘文堂 1990 のち河出文庫
- 『竹の民俗誌 日本文化の深層を探る』岩波新書, 1991
- 『瀬戸内の民俗誌 海民史の深層をたずねて』岩波新書, 1998
- 『インドネシアの寅さん 熱帯の民俗誌』岩波書店, 1998
- 『幻の漂泊民・サンカ』文藝春秋, 2001（のち文庫）
- 『瀬戸内の被差別部落 その歴史・文化・民俗』解放出版社, 2003
- 『陰陽師の原像 民衆文化の辺界を歩く』岩波書店, 2004
- 『「悪所」の民俗誌 色町・芝居町のトポロジー』文春新書, 2006
- 『旅芸人のいた風景 遍歴・流浪・渡世』文春新書、2007
- 『沖浦和光著作集』現代書館、2016.9 - 2017.2

### 共著・編著
- 『マルクス主義芸術論争』 合同出版社, 1963
- 大賀正行 師岡佑行 共著 『部落解放理論の創造に向けて』 解放新聞社 編 （解放出版社） 1981
- 『アジアの聖と賤 被差別民の歴史と文化』野間宏 人文書院, 1983
- 『日本の聖と賤 中世篇』野間宏 人文書院, 1985
- 『日本の聖と賤 近世篇』野間宏 人文書院, 1987
- 『水平=人の世に光あれ』編著 社会評論社, 1991
- 『日本の聖と賤 近代篇』野間宏 人文書院, 1992
- 『日本文化の源流を探る』 解放出版社, 1997
- 『「芸能と差別」の深層 三國連太郎・沖浦和光対談』解放出版社 1997（のちちくま文庫）
- 『ハンセン病 排除・差別・隔離の歴史』徳永進共編 岩波書店, 2001
- 『辺界の輝き 日本文化の深層をゆく』五木寛之共著 岩波書店, 2002(五木寛之こころの新書、講談社, 2006)
- 『アジアの身分制と差別』寺木伸明,友永健三編著 部落解放・人権研究所 2004
- 『佐渡の風土と被差別民 歴史・芸能・信仰・金銀山を辿る』編 現代書館 2007
- 『渡来の民と日本文化 歴史の古層から現代を見る』川上隆志共著 現代書館 2008

### その他
- 高橋貞樹著『被差別部落一千年史』校注（岩波文庫, 1992）
- 「青春の光芒 - 異才・高橋貞樹の生涯」（『ちくま』連載、2007年6月-2012年3月）

## 関連人物
- 網野善彦
- 安東仁兵衛
- 五木寛之
- 渡邊恒雄
- なべおさみ